# WordPress.com
WordPress.com je storitev za gostovanje blogov na spletu, katerega lastnik je Automattic, ki uporablja WordPress odprtokodno programsko opremo. Spletna stran omogoča izdelavo brezplačnih blogov oziroma spletnih strani za registrirane uporabnike in je finančno podprta s plačljivimi storitvami, nadgradnjami,  "VIP" storitvami in oglaševanjem.
Spletna stran se je odprla za beta testiranje 8. avgusta 2005 in bila odprta za javnost 21. novembra 2005. Prvotno je bila zagnana kot storitev na povabilo, so bili pa v določenem stadiju nekateri računi dostopni za uporabnike spletnega brskalnika Flock. 
13. oktobra 2012 je bil wordpress.com uporabljan na več kot 56 milijonov blogov. To število se je do leta 2016 zvišalo na 74,6 milijonov splethih strani ki temeljijo na WordPress, 50% od teh gostuje na WordPress.com. V marcu 2016 so našteli več kot 22,5 milijard obiskov na objavah in straneh, ki temeljijo na WordPress.com, istega meseca je na WordPress.com bilo objavljenih več kot 58,6 milijonov objav in več kot 7,7 milijonov strani.
Registracija pri branju in komentiranju člankov ni potrebna, razen če tako zahteva moderator/lastnik. Registracija je potrebna le, če želi uporabnik imeti ali urejati spletnik. Vse osnovne in originalne funkcije in storitve so na uporabo zastonj. Vendar pa so nekatere storitve (vključno z CSS urejevalnikom, prestavljanje domene, registracija domene, odstranitev oglasov, nalaganje videa in nadgrajevanje prostora na spletu) plačljive.
Na spletne strani, ki temeljijo na WordPress.com, se vsak dan, objavi več kot en milijon novih člankov in več kot dva milijona novih komentarjev. Nekateri vidni uporabniki WordPress.com so CNN, CBS, BBC, Reuters, Sony, Fortune.com in Volkswagen. Po oceni več kot 40 % spletnih blogerjev uporablja WordPress.com kot platformo za obljavljanje.
V Septembru 2010, je bilo objavljeno da bo Windows Live Spaces, Microsoftova bloging storitev končala z delovanjem, in Microsoft je vstopil v partnerstvo z WordPress.com glede ponudbe bloging storitve.

## Spletnik in statična spletna stran
Wordpress ponuja uporabnikom izbiro med ustvarjanjem spletnika, statične spletne strani ali pa kombinacijo obeh. Pri ustvarjanju spletnika lahko uporabniki obljavljajo vsebino, ki jo promovirajo na spletu in skušajo doseči določeno stopnjo obiskanosti. Spletniki lahko vsebujejo: znanstveno, novinarsko, umetniško, literarno, politično, osebno ali kakršno koli drugo vsebino. Avtorji lahko tudi promovirajo svojih spletnike in njihovo vsebino na spletu. Lahko tudi objavljajo samostojne oglase ali pa lahko oglašujejo v sodelovanjem z wordpresom.
Obstaja tudi možnost oblikovanja spletne strani z eno ali več podstranmi. Uporabniki se odločijo, kaj, kako in koliko informaciji bodo podali na svoje spletišče. Možna je tudi kombinacija statičnega spletišča z osebnim spletnikom.

## Pregled osnovnih elementov
Wordpress.com svojim uporabnikom ponuja različne možnosti pri ustanovljanju spletnikov ali spletnih strani. Pomembnejši elementi, ki ji uporabniki lahko najdejo na Wordpress.com, so:

#### Teme
Wordpress.com ponuja uporabnikom izbiro med številnimi različnimi temami, ki so lahko brezplačne ali plačljive. Avtor si lahko izbere in tudi oblikuje temo po želji. Wordpress pomaga uporabnikom pri izbiri z razvrščanjem tem po kategorijah in s ponudbo prilagojenih tem za posamezno področje, kot na primer: spletnik, delovna spletna stran, avtorska stran, spletna stran namenjena kuharjem, fotografom, podjetnikom, podjetjem idr. Te razvrstitve služijo samo kot pomoč in omogočajo uporabniku izbor za njega najbolj ustrezne strani.

#### Statistika obiskov
Wordpress vsebije zelo obsežen in podroben mehanizem o statistiki obiskov. Lastniki spletnikov in spletnih strani imajo možnost v vsakem trenutku videti, koliko obiskov in ogledov so imeli na svoji strani. Obiske in oglede lahko vidijo za svojo stran bodisi nasplošno, za vsako objavo posebej, razdeljeno glede na dan/teden/mesec, glede na lokacijo obiskovalcev po državah.

#### Oblikovanje po meri
Uporabniki lahko oblikujejo vsako temo po želji. Možnosti oblikovanja uporabnikov, ki storitve ne plačujejo, so številne, vendar omejene. Premium uporabniki pa imajo tudi možnost uporabe CSS, ki močno odpira možnosti za oblikovanje po želji. Sicer obstajajo nekatere omejitve za vse uporabnike pri oblikovanju - prepovedan je kakršnakoli koda, ki lahko povzroči varnostno tveganje. Prepovedan je tudi vnos zunanjih datotek in novih fontov. Pri oblikovanju si lahko uporabniki izberejo barve in ozadje, vseh izmed ponujenih fontov, lahko izbirajo med različnimi gradniki (widgets), lahko postavijo logo in naslovnico.

#### Optimizacija spletne strani
Wordpress.com vsebuje vgrajeno optimizacijo spletne strani, lastniki lahko še dodatno opremijo svoj spletnik/stran, tako da se povežejo z Googlom, pri čemer dobijo dostop do iskalne konzole in hkrati dajejo Googlu informacije o tem, kako in kje najbolje predstaviti njihovo spletno stran.

#### Integracija s tablicami in mobilni telefoni
Integracija s tablicami in mobilnimi telefoni je odvisna od lastnostih izbranih tem. Večina tem že vsebuje kodo, ki avtomatično prilagaja spletno stran za vsako napravo posebej. Administratorji imajo možnost izbirati, ali si želijo, da je njihova spletna stran avtomatično prilagojena za tablice in mobilne telefone.

#### Večjezičnost
V wordpressu obstajata dve različni jezikovni nastavitvi. Jezikovna nastavitev spletnika in jezikovna nastavitev vmesnika.
Nastavitev vmesnika spreminja jezik skozi celoten wordpress.com in ga lahko spremenimo na strani "nastavitev računa".
Jezik spletnika je jezik, v katerem je spletnik objavljen. Vsak spletnik vsebuje svojo jezikovno nastavitev in, če imamo več spletnikov povezanih z enim računom, potem lahko vsak vsebuje različno jezikovno nastavitvev.

#### Izbira med javno in zasebno stranjo
V času oblikovanja spletne strani lahko administratorji izberejo zasebno spletno stran (do katere bodo imeli dostop samo oni), ali pa javno (ki jo bodo iskalniki prepoznali/indeksirali in bo dostopna vsem).

#### Zaščita pred nezaželenimi objavami
Akismet je storitev ki filtrira spam komentarje in nevarne povezave. Ime Akismet prihaja iz Automattic in Kismet. Auttomatic je podjetje ki stoji pozadi Aksimet, in je bilo ustanovljeno iz wordpressovega ko-ustanovitelja Matt Mullenweg. Akismet ulovlja spletnikovi komentarji in spam z uporabo spletni algoritem. Tistega algoritma se uči iz svojih napak in iz postopke sodeljujočih spletnih straneh. Od juni 14, 2013, Akismet je ulovil več kot 83 Billionov spam komentarji. 

#### Vključevanje več avtorjev
Pri vsakem spletniku lahko sodeljuje več avtorjev. Lastnik spletnika lahko postavi različne vloge svojih sodelavcev, pomembnejše so: avtor, urednik, administrator. Vsaka vloga vsebuje različno stopnjo dostopa do spletnika, pri čemer avtorji lahko samo objavljajo, uredniki lahko objavljajo in moderirajo, administratorji imajo dostop do vseh nastavitev spletnika.

#### Media
Wordpress omogoča vstavljanje različnih medijev v spletnik. Vključuje audio, video in slikovne medije. Video posnetki se lahko vnesejo kot povezava na youtube, ki jih potem wordpress obdeluje in avtomatično prikazuje na dani objavi. Audio mediji so po navadi v mp3 formatu, sicer pa obstaja možnost postavljanja avdio posnetkov direkno prek SoundClouda. Slike se lahko postavijo tako posamezno kot v različnih galerijah, ki jih lahko uporabnik do določene mere oblikuje. Wordpress omejuje obseg vključevanje medijev za brezplačne uporabnike na 3 gigabajte, uporabniki ki storitev plačajo, lahko dovoljen obseg tudi zvišajo.

#### Oglaševanje
Bralci vidijo oglase na spletni strani izdelani v WordPress.com, čeprav WordPress.com trdi, da so ti oglasi redki. 

## Cenzura
V Avgust 2007, Adnan Oktar, Turški kreacionist, je uspel prepričat Turškega soda, da blokira internetni dostop do WordPress.com v celi Turčiji. Njegovi pravniki so argumentirali, da WordPress.com vsebuje obrekovalni snovi, ki se nanašajo na Oktar in njegovi kolegi, kateri so delavci pri WordPress.com nočeli dati stran.
WordPress.com je bil blokiran v Kitajski , vendar kot ostalih spletnih stran, je intermitentno deblokiran in blokiran.
Matt Mullenweg je komentiral: "WordPress.com poddržuje svobodo govora in ne cenzurira ljudje samo zaradi "neprijetne misli in ideji", sicer mi smo blokirani v več držav prav zaradi tega."

## Uporaba wordpress.com za kadrovanje
Kot vsako drugo spletno stran, tudi tisti ki je narejen z uporabo wordpress.com je lahko namenjen za kadrovanje. En izmed mnogih ki uporabljajo spletnika za kadrovanje je tudi IBM Jobs Blog. Suzan M. Heathefield omenja, da je za večinah podjetjah pomembno imeti tudi dobro strategijo kadrovanja ki bo predstavljena na spletu. Glede tega, je tudi pomembno povezovanje spletnika s socialni mediji kot je facebook.com - ki že imajo aplikaciji za kadrovanje iz katerega si delodajalci lahko dostopajo do novih-potencijalnih delavcev.